# Drehtür

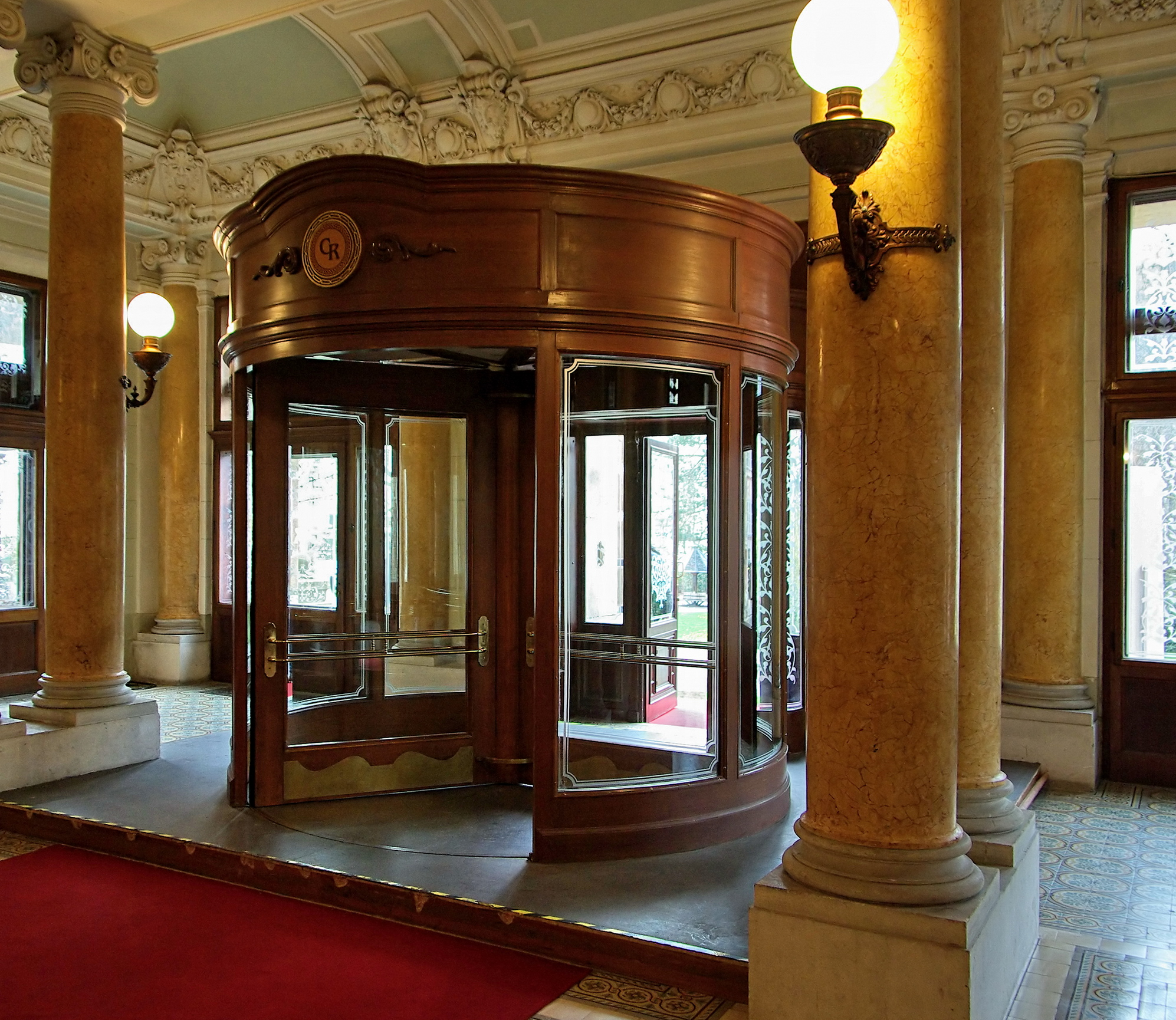
Eine historische Karusselltür

Eine Karusselltür, umgangssprachlich auch Drehtür genannt, englisch revolving door oder rotating door, besteht aus zwei bis vier an einer vertikalen Mittelachse angebrachten Türflügeln, die in einem runden Gehäuse rotieren. Der fachsprachliche Begriff Karusselltür wird hauptsächlich von Herstellern sowie in Normen und Vorschriften genutzt. Umgangssprachlich hat sich der Begriff Drehtür durchgesetzt. Fachsprachlich steht der Begriff Drehtür  für eine normale Tür, die sich in eine Richtung öffnen lässt und damit von Pendeltüren abgegrenzt ist.

## Allgemeines
Der Einbau einer Karusselltür spart Energie, besonders in großen Bauwerken wie Hochhäusern, die von vielen Menschen betreten und verlassen werden, da sie den Luftzug hemmt und somit einen Beitrag zur Reduzierung von Heiz- oder Kühlkosten leistet. Für kleinere Gebäude lohnt sich der Einbau einer Karusselltür jedoch nicht, weil sich der hohe Anschaffungspreis durch den geringeren Verkehr nicht amortisieren wird.
Karusselltüren werden entweder manuell bedient oder sind mit einem dem Schritttempo angepassten Antrieb sowie einer Sicherheitsbremse ausgestattet. Dabei kann der Antrieb dauerhaft eingeschaltet sein oder sich sensorgesteuert nur einschalten, wenn sich Personen der Tür nähern.
In Ländern mit Rechtsverkehr wie Deutschland drehen sich Karusselltüren grundsätzlich gegen den Uhrzeigersinn. Ein- und Ausgang liegen dann auf der rechten Seite. In Ländern mit Linksverkehr rotieren Karusselltüren grundsätzlich im Uhrzeigersinn, so dass Ein- und Ausgang auf der linken Seite liegen. Das Video in der Bildergalerie zeigt zwei nebeneinander eingebaute Karusselltüren im Rathaus von London. Eine dreht sich gegen den Uhrzeiger und kommt somit den Gewohnheiten der meisten Kontinentaleuropäer entgegen, während sich die andere im Uhrzeigersinn dreht und somit den Gewohnheiten der meisten Besucher aus Commonwealth-Staaten entgegenkommt.
Karusselltüren sind nicht barrierefrei im Sinne der DIN 18040 „Barrierefreies Bauen“.
Karusselltüren ermöglichen durch Blockieren der Rotation ein jederzeitiges Verschließen des Durchgangs, etwa um den Eintritt weiterer Besucher zu verhindern oder um Straftäter innerhalb eines Gebäudes zu behalten.
Vereinzelungsanlagen sind keine Drehtüren, auch wenn ihr Funktionsprinzip ähnlich ist.
- Video: links- bzw. rechtsdrehende Karusselltüren, City Hall, London

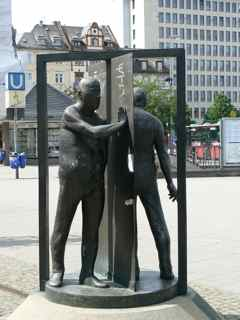
Waldemar Otto. Mann in Drehtür. Frankfurt am Main
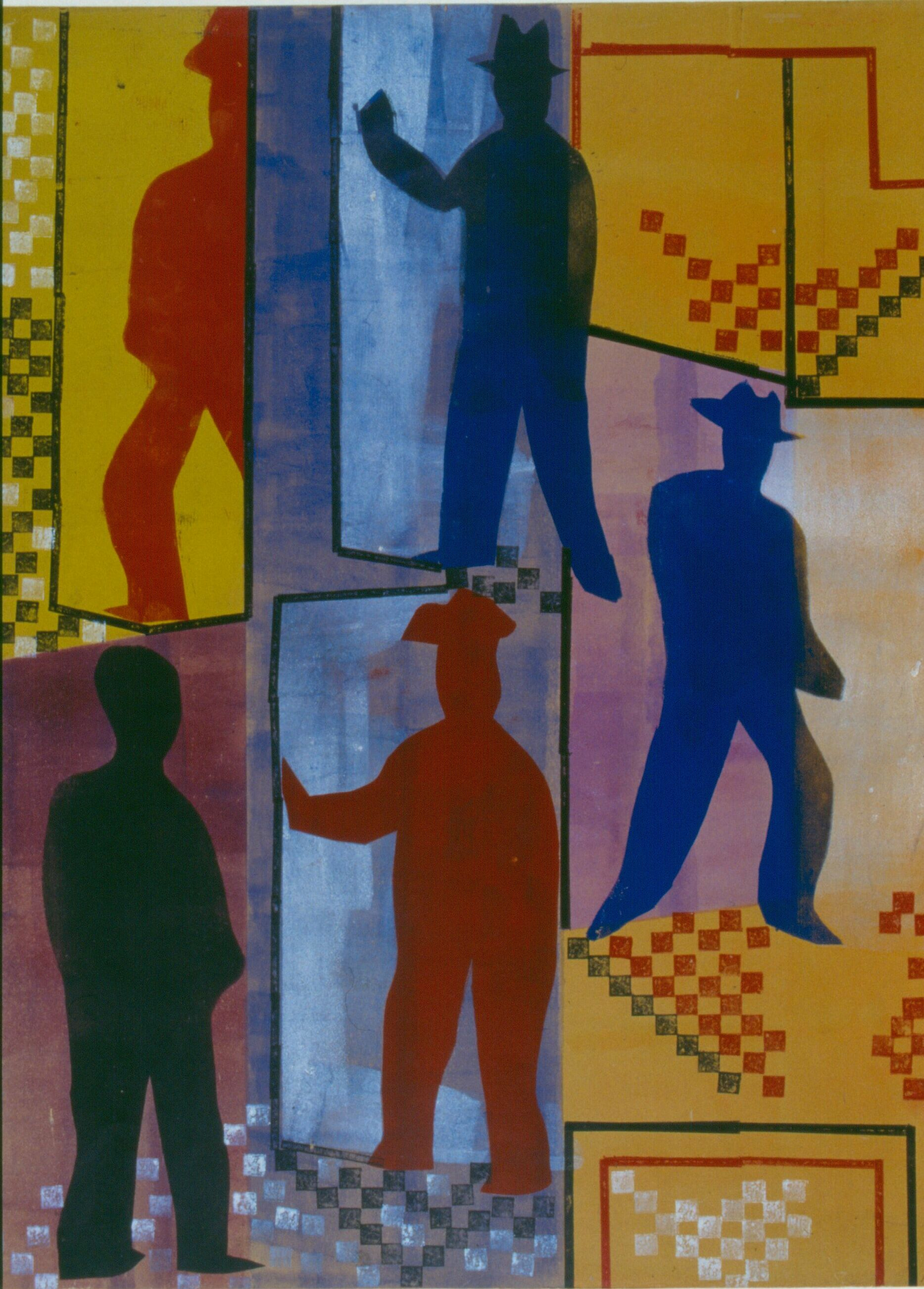
Hendrik Werkman, „Drehtür des Postamtes“

## Geschichte

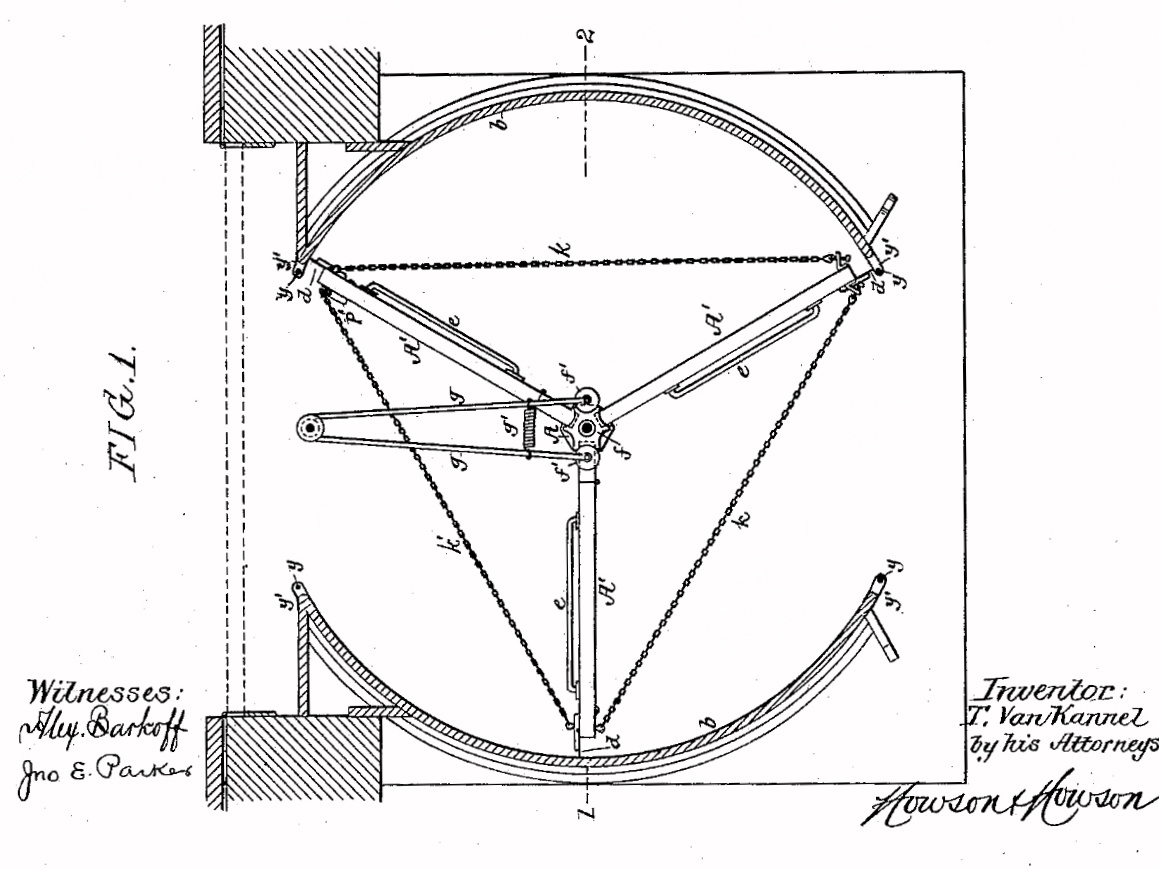
Zeichnung der storm door von Theophilus Van Kannel

Am 22. Dezember 1881 erhielt der Berliner H. Bockhacker das deutsche Patent DE18349 für seine „Thür ohne Luftzug“, vermarktete es jedoch nicht weiter.
Der niederländisch-amerikanische Erfinder Theophilus Van Kannel (1841–1919) erhielt am 7. August 1888 das US-Patent 387,571 für seine „Sturmtür“-Konstruktion (die Begriffe revolving door bzw. Karusselltür wurden noch nicht verwendet). Die Patentzeichnung zeigt eine dreigeteilte Karusselltür (siehe Grafik rechts).
In seiner Patentschrift führt Van Kannel einige Vorteile seiner „Sturmtür“ gegenüber einer Tür in herkömmlicher Bauart auf:

„It will be evident that a storm-door structure of the character shown and described possesses numerous advantages over a hinged-door structure of the usual character, for, as the door fits snugly in the casing, it is perfectly noiseless in its operation and effectually prevents the entrance of wind, snow, rain, or dust either when it is closed or when persons are passing through it.
Moreover, the door cannot be blown open by the wind, as the pressure is equal on both sides of the center of motion, and the door can be moved without noticeable resistance, as it requires no springs or weights to restore it to its closed position or any bumpers to prevent slamming. Further than this, as the door moves in but one direction, there is no possibility of collision and yet persons can pass both in and out at the same time.“

„Es ist offensichtlich, dass eine Sturmtür-Konstruktion, wie sie oben gezeigt und beschrieben wird, eine Vielzahl an Vorteilen gegenüber einer Tür in üblicher Scharnierbauweise hat, da sie - wenn die Tür genau in das Gehäuse passt - im Betrieb absolut geräuschlos ist und sowohl bei geschlossener Tür als auch beim Hindurchgehen von Personen wirksam das Eindringen von Wind, Schnee, Regen oder Staub verhindert.
Zudem kann die Tür nicht vom Wind aufgeweht werden, weil der Druck auf beiden Seiten der Drehachse gleich ist. Und die Tür kann ohne merklichen Widerstand bewegt werden, da sie weder Federn oder Gewichte benötigt, um sie in die geschlossene Position zurückzuführen, noch irgendwelche Stoßrahmen, um Zuschlagen zu verhindern. Da sich die Tür nur in eine Richtung dreht, sind außerdem Zusammenstöße unmöglich und dennoch können Personen gleichzeitig sowohl hinein- als auch hinausgelangen.“

1889 zeichnete das Franklin Institute von Philadelphia Theophilus Van Kannel für seine Erfindung mit der John-Scott-Legacy-Medaille aus. 1899 wurde die weltweit erste hölzerne Karusselltür in einem Restaurant am Times Square in Manhattan installiert. Das „Rector's Restaurant“ warb mit dieser Neuerung unter dem Motto: „Immer geöffnet, immer geschlossen“.
2007 wurde Theophilus Van Kannel in die National Inventors Hall of Fame aufgenommen.

## Gefährdungspotential
Von Karusselltüren geht insbesondere eine mechanische Gefährdung aus. Beim Ein- und Austreten können die Hauptschließkante des sich drehenden Türflügels und die Gegenschließkante des festen Gehäuses Quetschungen an Kopf, Rumpf und den Gliedmaßen verursachen. Eine im Verhältnis zur Gehgeschwindigkeit der nutzenden Person zu schnell drehende Karusselltür kann insbesondere alte und gebrechliche Personen anstoßen und sogar zu Fall bringen. Darüber hinaus sind Karusselltüren nicht als Fluchttür geeignet, da sie nicht schnell durchschritten werden können.
Das Bundesministerium für Arbeit und Soziales hat Mindeststandards für die Kategorisierung barrierefreier Beherbergungs- und Gastronomiebetriebe herausgegeben, denen zufolge eine Karussell- bzw. Rotationstür als einziger Zugang zu einem Beherbergungsbetrieb unzulässig ist.
1942 kamen in den USA beim Brand im Cocoanut Grove Nachtclub in Boston 492 Menschen hauptsächlich wegen der einzig vorhandenen Drehtür am Ausgang in der entstandenen Panik ums Leben.
2004 ereignete sich auf dem Köln-Bonner Flughafen ein Unfall, bei dem ein Kleinkind zwischen dem Außenring des Gehäuses und dem gläsernen Türflügel eingeklemmt wurde und starb.

## Konstruktive Sicherheitsmaßnahmen
Da die bis dahin für Deutschland gültigen Normen als nicht ausreichend bewertet wurden, wurde im Dezember 2005 die neue Norm DIN 18650 „Automatische Türsysteme“ herausgegeben, die für alle nach diesem Zeitpunkt in Verkehr gebrachten automatischen Türsysteme einschließlich der kraftbetätigten Karusselltüren neue Sicherheitsstandards festlegt. In Umsetzung dieser DIN-Norm werden für Karusselltüren neben Notausschaltern u. a. folgende Schutzeinrichtungen gefordert:

### Kontaktschaltleisten

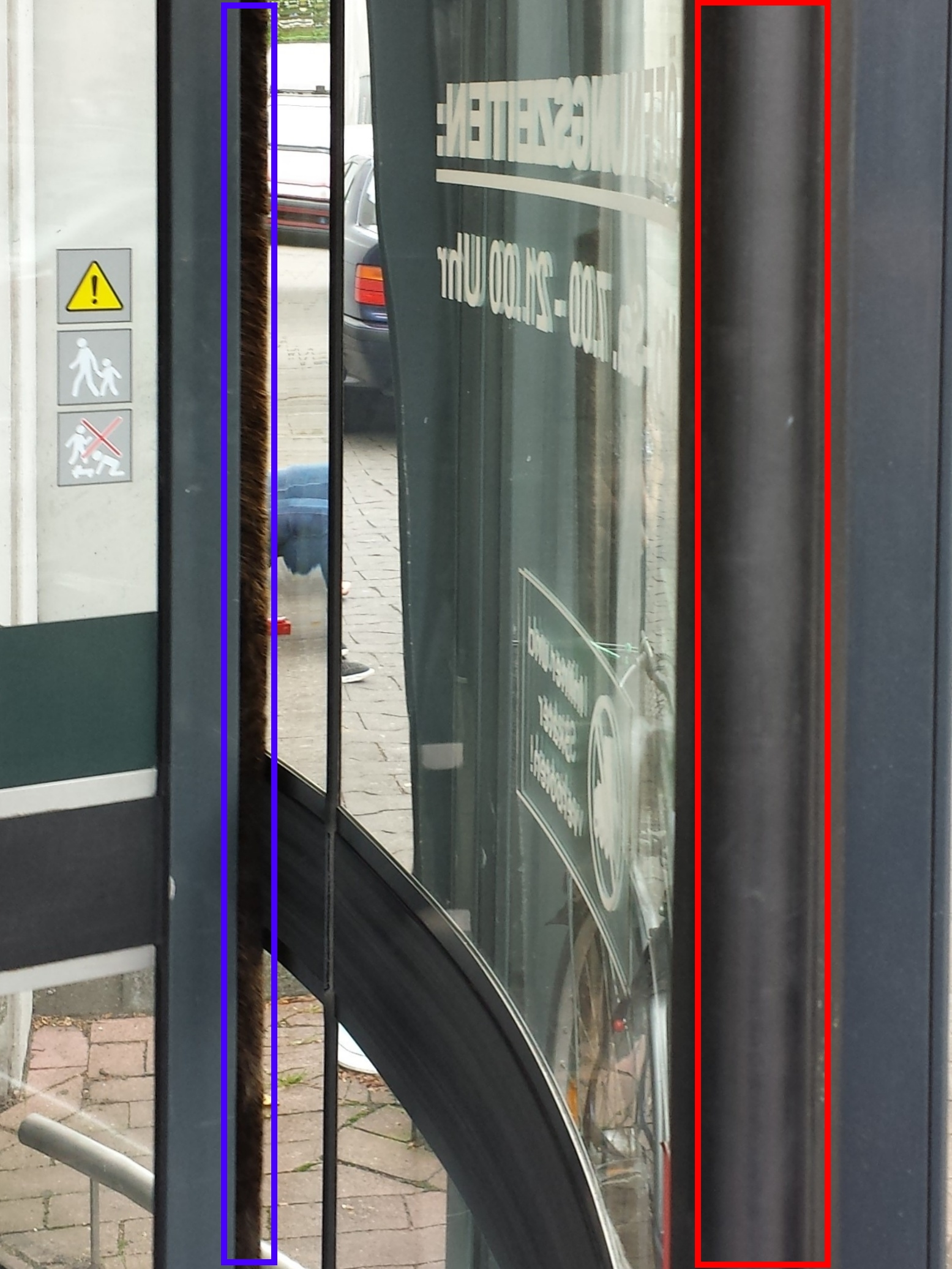
Kontaktschaltleiste (roter Rahmen) an der Gegenschließkante und Dichtungsbürste (blauer Rahmen) an der Hauptschließkante

An den Hauptschließkanten und im Bodenbereich der Türflügel sowie den Gegenschließkanten des Gehäuses angebrachte Kontaktschaltleisten werden aus einem elektrisch leitfähigen Kautschuk gefertigt. Darin werden in geringem Abstand zwei leitfähige Kontaktflächen eingebettet. Diese berühren sich beim Verformen des Profils der Kontaktschaltleiste durch Drücken an einer beliebigen Stelle und schließen einen elektrischen Schaltkontakt, der einen Schaltimpuls an den Antrieb gibt und diesen sofort abschaltet und die Sicherheitsbremse aktiviert. Wenn die Verformung rückgängig gemacht wird, wird die Berührung der Kontaktflächen unterbrochen und der elektrische Schaltkontakt ist wieder geöffnet. Die Sicherheitsbremse wird gelöst und der Antrieb wird wieder in Gang gesetzt. Diese Art der Sicherung von Karusselltüren hat den Nachteil, dass sie erst durch einen Mindestdruck ausgelöst wird. Die Gefahrensituation ist also bereits eingetreten und eine Person oder ein Gegenstand bereits leicht eingeklemmt. Kontaktschaltleisten werden häufig zusammen mit Sensoren eingesetzt.

### Sensoren
In Karusselltüren verbaute Sensoren gehören zu den berührungslos wirkenden Schutzeinrichtungen und stoppen den Antrieb sofort, sobald eine Person in den durch sie überwachten Bereich der Karusselltür tritt. Gleichzeitig aktivieren sie die Sicherheitsbremse. Verlässt die Person diesen Bereich wieder, wird die Sicherheitsbremse gelöst und der Antrieb wieder in Gang gesetzt. So gesichert werden
- Haupt- und Gegenschließkante am Ein- und Ausgang der Karusselltür, so dass keine Personen beim Betreten oder Verlassen der Karusselltür eingeklemmt werden können;
- die inneren Flächen der Türflügel, so dass langsame Personen nicht durch eine zu schnell drehende Karusselltür zu Fall gebracht werden können.

Zudem werden bei modernen Karusselltüren Sensoren auch zur Überwachung des Eintrittsbereiches und des Raumes zwischen den Türflügeln genutzt, um festzustellen, ob eine Person die Karusselltür benutzen möchte oder zurzeit nutzt. So kann Energie für den Antrieb gespart werden, da die Karusselltür ausschließlich bedarfsgerecht in Betrieb ist (beachte die linke Karusselltür am Ende des Videos in der Bildergalerie).

### Notfallöffnungen
Die Türflügel moderner Karusselltüren lassen sich im Notfall wie z. B. einem Brand zur Seite klappen und geben so den Durchgang in ganzer Breite frei. Diese Funktion dient auch der Befreiung von Personen, die bei Stromausfall in einer Karusselltür eingeschlossen sind.